# Staatenkartelltheorie
Die Staatenkartelltheorie (SKT) ist eine neuere Theoriebildung auf dem Gebiet der Internationalen Beziehungen (IB) und gehört dort zur Gruppe der institutionalistischen Ansätze. Sie wurde bislang vor allem anhand der Europäischen Union konkretisiert, lässt sich aber auf die von Staaten gebildeten internationalen Organisationen (IGOs) generalisieren, d. h. alle IGOs wären dann Staatenkartelle. Die SKT begreift sich als die spezialisierte Variante einer allgemeinen sozialwissenschaftlichen Kartell-Systemtheorie.

## Begrifflichkeit
Unter Kartell versteht man in der Staatenkartelltheorie sehr allgemein ein Bündnis von Rivalen. Der Begriff wird dabei in einer analytischen Weise verwendet, nicht im Sinne irgendeiner Form der Herabsetzung. Die Grundbeziehung zwischen Staaten wird als Konkurrenz oder Rivalität aufgefasst, welche partiell im Rahmen internationaler Vereinbarungen und Organisationen aufhebbar sei. Die Terminologie der Staatenkartelllehre stammt in der Hauptsache aus der älteren, historischen Kartelltheorie der Zeit vor dem Zweiten Weltkrieg, wobei etliche der verwendeten Begriffe in ihrer Bedeutung maßvoll erweitert wurden, um auch politische und administrative Funktionen als Gegenstände oder Geschäftszwecke einer zwischenstaatlichen Kartellierung auffassen zu können.

## Methodische Grundlagen und Theorieherkunft
Es handelt sich bei der Staatenkartelltheorie um eine Hybrid-Schöpfung aus zwei (oder auch aus mehr) Theorien, die in geeigneter Weise kombiniert werden.
Die Methodik der Theorieerstellung besteht aus drei Schritten:
1. Die Ausgangsbasis einer Staatenkartelltheorie ist zunächst der Verständnisrahmen einer möglichst differenzierten Theorie der internationalen Beziehungen. Hierfür könnten in Frage kommen z. B. der Realismus, die neofunktionalistische Europawissenschaft oder auch eine marxistische Imperialismustheorie. Deren Aussagen über das Verhältnis zwischen den entwickelten Industriestaaten werden in Zweifel gezogen und – unter dem Verdacht einer ideologischen Voreingenommenheit – zur Disposition gestellt.
2. Zur Auffüllung der entstandenen Lücken und Unsicherheiten dient eine weitere Theorie, die klassische Theorie der Unternehmenskartelle. Es handelt sich dabei um die in Europa bis Ende des Zweiten Weltkriegs herrschende Kartelllehre; seit der internationalen Bekämpfung des Kartellwesens durch die US-Amerikaner wurde sie jedoch tabuisiert und gilt als abwegig und apokryph. Verwendet wird insbesondere die Organisationssoziologie der (gereifteren) Kartelltheorie, also deren Erkenntnisse über das Verhältnis der kartellierten Unternehmen zueinander und zu den im Kartell gebildeten gemeinsamen Organen. Die klassische Kartelltheorie der Wirtschaft dient somit als Reparaturwerkzeug zur Behebung von ideologischen Deformationen der Politikwissenschaft, konkret: von Deformationen der gängigen Theorien der IB.
3. Die Übertragungsergebnisse werden in einem dritten Schritt anhand von Fakten, d. h. an den real feststellbaren internationalen Beziehungen überprüft, präzisiert und differenziert.

Im Endergebnis entsteht eine Theorie, die – wie die Kartelltheorie der Unternehmen – auf dem Nutzenkalkül der betrachteten Akteure fußt. Die Staatenkartelltheorie ist in der Folge strikt sozioökonomisch determiniert. Durch die Methode der Ideologiebereinigung ist sie – weder offen noch versteckt-subtil – mit den Interessen irgendeiner real existierenden Großmacht verbunden.
Die wissenschaftstheoretische Voraussetzung des beschriebenen Transfers aus der Kartelltheorie ist die Erkenntnis, dass zwischen Staatenverbindungen und Unternehmensverbindungen (den früher erlaubten und damals sehr zahlreichen Kartellen) eine Vielzahl frappierender Übereinstimmungen bestehen, und zwar institutioneller und funktionaler Art. Diese Erkenntnis hat am Vorabend des Ersten Weltkriegs besonders in den Kreisen der II. Sozialistischen Internationale die pazifistische Hoffnung auf einen sogenannten Ultra-Imperialismus befördert. Die Idee einer Übertragung von Kartellwissen auf die internationalen Beziehungen kam bereits damals auf, wurde aber kaum umgesetzt.

## Zentrale Aussagen und Instrumente
Der historische Wendepunkt: Dieser wird in der Systemkrise des Kapitalismus nach dem Zweiten Weltkrieg identifiziert. Der Zusammenbruch des anarchischen bzw. imperialistischen Weltsystems 1945 markiere den Beginn für die umfassende Kartellierung der westlichen Staatenwelt. Die großen materiellen, politischen und menschlichen Verluste hätten bei den Nationen bzw. deren herrschenden Klassen zu dem Lernergebnis geführt, dass Kriege und Protektionismus als Kampfmittel untereinander tunlichst wegfallen sollten, um gemeinsam das Überleben des westlichen Gesellschaftssystems zu sichern. Seit Ende des Zweiten Weltkriegs sei damit das Kartellprinzip zur Lösung zwischenstaatlicher Interessenunterschiede und Beziehungsprobleme weltweit durchgesetzt worden.
Das Kartellverhältnis: Ein Basis-Instrument der Staatenkartelltheorie ist die Beziehungsanalyse zwischen den untersuchten Staaten. Es gilt, einerseits ihre Kooperation, den Umfang ihrer gemeinsamen Interessen, andererseits ihre Konkurrenz, das Ausmaß ihrer Interessenverschiedenheiten zu ermitteln – wesentlich gegen anderslautende idealistische ‚Freundschafts’-Behauptungen oder irrationale ‚Machttrieb’-Unterstellungen der herkömmlichen Theorien der IB. So kann das Grundverhältnis zwischen den integrationssuchenden kapitalistischen Staaten als eine durchaus rationale Freund-Feindschaft erkannt werden‚ als ein schwieriges Verhältnis von Kooperation und Rivalität. Ein Musterbeispiel dafür sei die deutsch-französische Freundschaft, für deren Ambivalenz zahlreiche Beispiele angeführt werden.
Die Hegemonialanalyse: Durch die Machtüberlegenheit großer Staaten – wie auch großer Unternehmen – trete eine überproportionale Durchsetzungsfähigkeit und in der Folge eine Privilegierung derselben ein. Gleichzeitig bedeute Integration generell das Eingehen von Abhängigkeiten. Die Analyse dieser oft komplexen Formen von Hegemonie inner- und außerhalb der jeweiligen Staatenverbindungen ist für die Staatenkartelltheorie von grundlegender Bedeutung und mit der Analyse der jeweiligen Kartellverhältnisse verbunden.

## Institutionen- und Ideologielehre
Der institutionelle Aufbau: In den Unternehmenskartellen sei stets die Mitgliederversammlung das ursprüngliche und Haupt-Organ eines Zusammenschlusses gewesen. Alle weiteren Organe hätten dienende operative Aufgaben (Sekretariat, marktregulierende Organe, Schiedsstelle) und leiteten sich funktional vom Mitgliederwillen ab. Dieser Zusammenhang finde sich in den Staatenverbindungen gleichartig wieder: der Ministerrat als Mitgliederversammlung, dessen Sekretariat, operative Kommissionen (EU-Kommission) und Schiedsstelle/Gerichtshof. Zusätzliche Organe würden – in Unternehmens- wie in Staatenkartellen – nach Bedarf hinzugebildet.
Zum Demokratiegehalt der Europäischen Union: Das Europäische Parlament ist nach der Staatenkartelltheorie ein – weniger wichtiges, nicht wirklich kartellnotwendiges – multifunktionales Gemeinschaftsorgan der EU: Die eine Funktion sei die Inszenierung von europäischer Demokratie; hier sollen die demokratischen Anspruchshaltungen der Parteien und Bürger der Mitgliedstaaten symbolisch bedient werden resp. ins Leere laufen. Eine andere Funktion sei die Herstellung von mehr EU-Expertise durch die Parlamentarier der verschiedenen einzelnen Mitgliedstaaten, so dass auch an dieser Stelle nationale Interessen eingebracht werden könnten. Ansonsten könne das Europäische Parlament durch seine Mitwirkungsrechte die Entscheidungsprozesse der Gemeinschaft tatsächlich ein wenig verbessern; es könne Beschlüsse beeinflussen, die sonst der mächtige Ministerrat weitgehend alleine und oft nach dem Prinzip des kleinsten gemeinsamen Nenners treffen würde. Eine deutliche Erweiterung der Rechte des Parlaments stelle die Systemfrage: Kartell oder Bundesstaat; ein solcher kartellüberwindender Schritt könne nur mit Unterstützung oder auf Betreiben einer starken, einer dominanten Gruppe von Mitgliedstaaten erfolgen.
Die Ideologielehre: In Ablösung der nationalimperialistischen Ideologien vor 1945 verbreiten internationale Organisationen resp. Staatenkartelle heute eine Ideologie zwischenstaatlicher Kooperation: „Wenn Krieg und Protektionismus als politische Mittel tunlichst wegfallen sollen, empfiehlt sich ein anderer Umgangsstil zwischen den Partnerstaaten. […] Dem Nationalismus früherer Tage wird eine Ideologie der „Völkerverständigung“ und „Völkerfreundschaft“ entgegengestellt. Der europäische Geist wird insbesondere im EU-Kontext beschworen. Die Gebote der Völkerverständigung und der europäischen Gemeinschaftlichkeit sind das Öl im Getriebe der Interessenaushandlungen im Staatenkartell. Als Ideologien führen sie oft zu Beschönigungen der tatsächlichen Verhältnisse, als Appelle oder Handlungsanleitungen können sie jedoch äußerst wertvoll […] sein. […] Quelle der Gemeinschaftsideologie in reiner Form sind die Zentralorgane der EU, ihre Kommission und ihr Parlament.“

## Funktionen und Ergebnisse der Integration
Die funktionale Typologie: Die Unternehmenskartelle früherer Zeiten gestalteten Märkte in ihrem Sinne, Staatenkartelle gestalten Politik. Inhalt und Methode der geleisteten Vereinheitlichungsarbeit seien zwar nicht durchweg gleich, aber immer analogisch vergleichbar. Dadurch sei die funktionale Typologie der klassischen Unternehmenskartelle auch auf Integrationsgemeinschaften zwischen Staaten anwendbar, also eine Typisierung nach dem Zweck des Kartells, hier am Beispiel der Europäischen Union dargestellt:
- der europäische Agrarmarkt habe das gleiche Instrumentarium wie ein – normalerweise verbotenes – Produktionskartell mit Setzung oder Beeinflussung der Preise und Mengen,
- die diversen Marktordnungen der EU, aber auch deren Gesundheits- und Umweltstandards entsprächen Normierungskartellen, z. T. auch Konditionenkartellen,
- die Regelungen über Höchstpreise für Mobilfunk-Telefonate in Europa stellten ein supranational verordnetes Kalkulationskartell dar.

Der Kartellgewinn: Die Kooperation in internationalen Organisationen bringe den beteiligten Staaten im Normalfall erhebliche Vorteile. „Der Kartellgewinn der EU – das sind die vielfältigen Wohlstandsgewinne, die aufgrund der Wirtschaftsintegration erzielt werden konnten und die nunmehr die Mitgliedstaaten wie Klebstoff aneinander schweißen. Die Strafe für eine Zerschlagung der Integration bis hin zum Versuch nationaler Autarkie wäre eine Wirtschaftskrise, für die die Krise von 1929/33 nur ein schwacher Vorläufer gewesen sein dürfte.“ In Gestalt transnationaler Konzerne und exportorientierter nationaler Unternehmen sowie deren Beschäftigten und Zulieferern bestehe eine Massenbasis, die ein Auseinanderbrechen der Gemeinschaft verhindere. Andererseits würde die Zusammenarbeit im Staatenkartell aber durch Verteilungskonflikte erschwert.
Die Krisenhaftigkeit: Nach der Staatenkartelltheorie entwickeln sich internationale Integrationsverbünde typisch krisenhaft; die Europäische Union sei in einer Dauerkrise. Die Ursachen hierfür werden in den schwer überbrückbaren Interessengegensätzen zwischen den beteiligten Nationen gesehen. Die EU – als besonders fortgeschrittener Kartellverband – würde zunehmend an eine systemische Entwicklungsgrenze stoßen, d. h. könnte nur durch einen Machtwechsel, durch eine föderalistische Revolution nachhaltig weiterentwickelt werden, in der die Kartellform überwunden und ein Bundesstaat – mit seinen erheblichen Rationalisierungspotentialen – hergestellt würde.
Die Gleichgewichtsbedingung: Die Staatenkartelltheorie beschreibt internationale Organisationen als Systeme, für deren Stabilität die Partizipation aller Mitglieder an den gemeinsam errungenen Vorteilen wichtig ist. Wird diese Win-win-Bedingung dauerhaft verletzt, geraten internationale Organisationen in krisenhafte innere Auseinandersetzungen bis hin zur Verweigerung oder zum Austritt einzelner Mitglieder.

## Das Verhältnis zu anderen Theorien der Internationalen Beziehungen
Die Staatenkartelltheorie konstatiert
- eine heftige, sozioökonomisch bedingte Konkurrenz zwischen den kapitalistischen Industriestaaten,
- eine partielle (nicht vollständige) Lösbarkeit dieser Gegensätze im Rahmen internationaler Organisationen respektive durch das Kartellprinzip,
- die staatliche Macht als entscheidendes, als Hauptmovens der internationalen politischen Beziehungen.

Dadurch tritt die Staatenkartelltheorie in partiellen Gegensatz resp. partielle Übereinstimmung
- zur neofunktionalistischen Europawissenschaft bzw. zur Gemeinschaftsmethode Jean Monnets: Der Glaube an die Lösbarkeit innereuropäischer Interessenunterschiede, an die Machbarkeit eines effizienten und versöhnlichen Europa wird von der Staatenkartelltheorie als naiv-idealistisch zurückgewiesen. Andererseits stimmen beide Integrationstheorien überein in der Bedeutung, die sie der Institutionenbildung in Staatengemeinschaften zumessen.
- zur Imperialismustheorie: Die Behauptung antagonistischer Rivalität zwischen den kapitalistischen Industriestaaten sei falsch, jedenfalls seit dem Zweiten Weltkrieg. Diese Staaten könnten sehr wohl nachhaltig kooperieren und auf offene Gewalt in ihren Beziehungen verzichten. Staatenkartelltheorie und Imperialismustheorie gehen jedoch konform in dem Glauben, dass gesellschaftliche Interessen sozioökonomisch bedingt sind, letztlich aus der Wirtschaft kommen.
- zu Theorien der Internationalen Beziehungen mit proamerikanischer Tendenz: Für die Hegemonialanalyse einer Staatenkartelltheorie ist die Betrachtung der jeweils stärksten Mächte – weltweit somit: der USA – vordringlich. Beschönigungen der Vereinigten Staaten als eine „gute starke Macht“ wie im Realismus (Morgenthau: die USA strebten nicht konsequent nach Vorherrschaft[11]) oder die methodische Zurückstellung des Machtaspekts wie in der Haupttendenz der Regimetheorie und des Global-Governance-Ansatzes würden einer Staatenkartelltheorie zuwiderlaufen.

## Implikationen einer Staatenkartelltheorie
Das Vertreten einer Staatenkartelltheorie  eröffnet neue Perspektiven für die IB und benachbarte Themengebiete:
- Die Geschichte der internationalen Beziehungen beginnt gemäß der SKT mit der Herausbildung von im Prinzip gleichberechtigten Staaten (in der frühen Neuzeit) und endet schließlich in einem alle Staaten oder Gebiete der Welt umfassenden politischen Verbund (in einer noch schwer absehbaren Zukunft). Die Perspektive eines Weltstaats als Endpunkt der langfristigen Entwicklung der internationalen Beziehungen kann systemtheoretisch begründet werden. Diese multisäkulare Betrachtung festigt die historische Dimension der Lehre der IB, welche von einigen ihrer moderneren Ansätze vernachlässigt worden ist.
- Der europäische Einigungsmythos, der mit den politischen Schritten eines Jean Monnet beginnt, erklärt sich als Einigungsideologie und Gemeinschaftsethos eines Kartells, welches gebildet wurde nicht von Unternehmen, sondern von Staaten.
- Auseinandersetzungen innerhalb internationaler Organisationen, etwa Verteilungs- und Richtungskämpfe innerhalb der Europäischen Union, sind nur tagespolitisch bedenklich. Kartelltheoretisch stellen sie notwendige Anpassungsschritte an geänderte äußere und innere Verhältnisse dar. Wissenschaftler sollten in der Lage sein, sie in einer abgeklärten Weise zu untersuchen. Die Gleichgewichtsbedingung einer Win-Win-Konstellation (zwischen unabhängigen Staaten) führt über kurz oder lang zur Teilhabe aller an den Integrationsvorteilen, ohne aber Extravorteile für einzelne Staaten verhindern zu können.
- Die SKT verfügt über ihre Wurzeln in der klassischen Kartelltheorie auch über ein ausgeprägtes anwendungswissenschaftliches Potenzial. Eine ganze Reihe von Kartellformen und Vertrustungsvarianten stehen ihr wie ein Modellbaukasten zur Verfügung, um Institutionalisierungsprobleme bei heutigen internationalen Organisationen zu lösen. Die Versuche einer Rettung aus der Euro-Haushaltskrise etwa können als der Kampf um eine supranationale Vertrustungslösung dieses Problems aufgefasst werden. Die Vertreter einer im Wesentlichen noch intergouvernementalen Verfahrensweise stehen weiterdrängenden Kräften gegenüber. Letztere nähern sich – tastend, noch nicht voll bewusst und möglicherweise auch nicht erfolgreich – dem Trustmodell einer Gewinnverteilungsgemeinschaft, wobei der Gewinn in einer erfolgreichen Sanierung der Wirtschaft der Krisenstaaten bestünde.